# Banque royale du Canada
Pour les articles homonymes, voir Banque royale.
La Banque royale du Canada, ou la RBC (en anglais : Royal Bank of Canada, TSX : RY, NYSE : RY), est une banque canadienne. Elle est la plus importante banque à charte du Canada en matière d'actifs et de capitalisation boursière, et l'une des principales sociétés de services financiers diversifiés en Amérique du Nord.

## Histoire

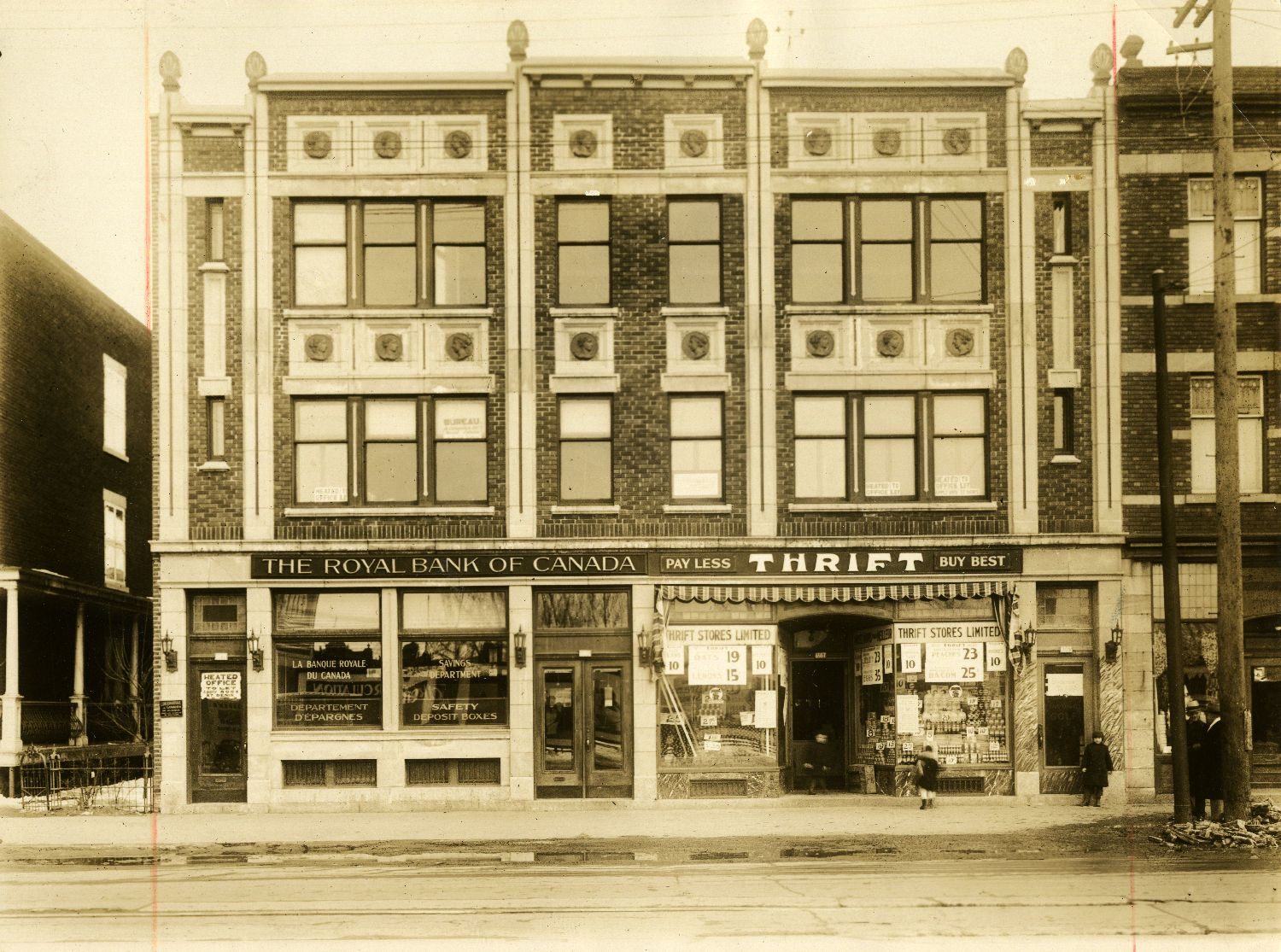
Succursale de la Banque Royale du Canada à Montréal en 1910

RBC a été fondée à Halifax en 1864, sous le nom de Merchants Bank. Elle change de dénomination en 1869 pour prendre le nom de Merchants Bank of Halifax, avant de nouveau changer de nom en 1901 pour Royal Bank of Canada. En 1869, Merchants Bank of Halifax obtient une charte fédérale. Puis dans les décennies 1870 et 1880, la banque étend son activité dans les Provinces maritimes.
En 1907, son siège social déménage à Montréal. Merchants Bank of Halifax fusionne en 1910 avec Union Bank of Halifax, puis avec Traders Bank of Canada en 1912, avec Banque de Québec en 1917, avec Northern Crown Bank en 1918 et avec Union Bank of Canada en 1925.
Elle fait construire un nouveau gratte-ciel rue Saint-Jacques entre 1926 et 1928. L'Édifice de la Banque Royale abritera son siège social de 1928 à 1962 alors qu'il est déménagé à la Place Ville-Marie.
En 1961, RBC installe son premier ordinateur, le premier d'une banque canadienne. À la suite de la montée du nationalisme québécois des années 1960 et 1970, la RBC entreprend de déménager la direction des opérations à Toronto. Le siège social demeure officiellement à Montréal, RBC y étant incorporé, quoique toutes les décisions soient maintenant prises dans la Ville-Reine.
En 1993, RBC fusionne avec Royal Trust Company.
En 2000, ses activités dans les cartes de débit et crédit fusionnent avec celles de Banque de Montréal pour former Moneris Solutions.
En 2006, RBC Dexia Investor Services, une coentreprise est créée avec Dexia sur l'investissement institutionnel. En 2015, RBC acquiert la participation de 50 % dans cette filiale, qui est renommée RBC Investor Services.
En juin 2011, PNC acquiert pour 3,45 milliards de dollars les activités de banques de détails aux États-Unis et pour 165 millions de dollars les activités de cartes de crédit aux États-Unis de Banque royale du Canada. Ces activités représentent alors 426 agences, desservant 900 000 clients, notamment en Caroline du Nord, Alabama, Géorgie, Floride,,.
En janvier 2015, RBC acquiert City National, une banque basée à Los Angeles pour 5,4 milliards de dollars.
En mars 2022, la Banque royale du Canada annonce l'acquisition de Brewin Dolphin, une entreprise britannique de gestion d'actifs pour 1,6 milliard de livres. En novembre 2022, la Banque royale du Canada annonce l'acquisition des activités canadiennes de HSBC pour 10 milliards de dollars américains.
En decembre 2023, la banque Royale annonce le rachat de HSBC Canada pour 13,5 milliards de dollars.

## Activités

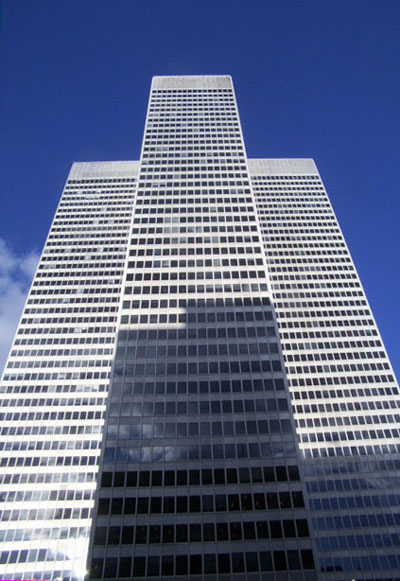
Place Ville-Marie, le siège social de RBC, à Montréal.

RBC offre des services bancaires aux particuliers et aux entreprises, des services de gestion de patrimoine, d'assurance, de banque d'investissement et de traitement des opérations financières. La banque compte environ 81 000 employés et plus de 17 millions de clients (particuliers, entreprises et organismes du secteur public) en Amérique du Nord et dans 30 pays (novembre 2006).

### Au Canada
- Dans le secteur des services bancaires aux particuliers et aux entreprises, RBC revendique le premier ou le second rang dans la plupart des produits de détail.
- Dans la gestion de patrimoine, elle annonce tenir la première place des banques canadiennes en ce qui a trait aux activités de courtage traditionnel (en fonction de l'actif financier), ainsi qu'à titre de fournisseur de fonds commun de placement, et la deuxième place relativement aux activités de services de courtage autogéré (en fonction de l'actif).
- Ses activités d'assurance seraient les plus importantes de celles détenues par une banque canadienne. RBC compte parmi les dix premiers fournisseurs de produits d'assurance-vie au Canada, et est un acteur important dans le marché de l'assurance voyage, de l'assurance crédit et de l'assurance invalidité individuelle.
- Concernant les services bancaires à la grande entreprise et de banque d'investissement, RBC serait le plus important preneur ferme et somme les conseillers les plus sollicités en matière de regroupements d'entreprises. En outre, elle occupe de loin la première place au Canada pour ce qui est des services de garde (en fonction des biens administrés).
- En décembre 2006, 3,5 millions de clients utilisent les services en ligne et 2,5 millions de clients, les services par téléphone (en date de novembre 2006).
- La Banque Royale du Canada donne aussi droit à un service de carte de crédit affilié avec Visa. Il est possible, par l'entremise de ces cartes, obtenir des points pour l'achat de récompenses (RBC Récompenses). Le taux se situe autour de 1 point par dollar canadien acheté. Lors de l'échange, on obtient pour 3 000 points 25 $ en articles divers. Selon une étude de Bloomberg markets en 2013, cette banque est classée au 4e rang des banques les plus sûres au monde[13].

### Dans la région Asie-Pacifique et en Australie
RBC fournit aux grandes entreprises des services bancaires ainsi que des services de banque d'investissement, de financement des opérations commerciales, de correspondance bancaire, de trésorerie et de garde. Elle offre aussi des services de réassurance aux clients institutionnels et commerciaux ainsi que des services de gestion privée aux particuliers.

### Dans le reste du monde
RBC possède un réseau de banque de détail dans les Antilles. En Europe, en Amérique du Sud et au Moyen-Orient, elle offre des services de gestion privée, de planification successorale internationale et de gestion de patrimoine adaptés aux particuliers ayant un patrimoine net élevé, aux investisseurs avertis ainsi qu'aux grandes entreprises et aux clients institutionnels. RBC offre également des services de banque d'investissement, des services liés aux marchés financiers, des services de réassurance, des services de garde de titres et des services de financement des opérations commerciales.